# Шалигінська волость
Шалигінська волость — історична адміністративно-територіальна одиниця Путивльського повіту Курської губернії.
Станом на 1880 рік складалася з 28 поселень, 20 сільських громад. Населення — 9580 осіб (4956 чоловічої статі та 4624 — жіночої), 1155 дворових господарств.
|                     | Площа, десятин | У тому числі орної, десятин |
| ------------------- | -------------- | --------------------------- |
| Сільських громад    | 8207           | 7302                        |
| Приватної власності | 11481          | 6206                        |
| Казенної власності  | 49             | —                           |
| Іншої власності     | 623            | 171                         |
| Загалом             | 20360          | 13679                       |

Найбільші поселення волості:
- Шалигине — колишнє власницьке село при річці Лапуга за 32 версти від повітового міста, 1548 осіб, 223 двори, православна церква, школа, 2 лавки. За 2 версти — бурякоцукровий завод та цегельний завод. За 5 верст — монастир, 4 православні церкви, дегтярний завод. За 8 верст — каплиця, винокурний завод. За 9 верст — сукновальня. За 10 верст — винокурний завод.
- Гудове — колишнє власницьке село при річці Лапуга, 384 особи, 49 дворів, православна церква.
- Єлизаветівка — колишнє власницьке село при річці Лапуга, 803 особи, 117 дворів, православна церква.
- Ковйонки — колишнє власницьке село при річці Лапуга, 1017 осіб, 132 двори, православна церква.
- Козине — колишнє власницьке село при річці Обесті, 1258 осіб, 161 двір, православна церква.
- Старикове — колишнє власницьке село при річці Обесті, 949 осіб, 123 двори, православна церква, школа, лавка.